# Starszy kapitan

Naramiennik starszego kapitana

Starszy kapitan (st. kpt.) – stopień oficerski w Państwowej Straży Pożarnej. Niższym stopniem jest kapitan, a wyższym młodszy brygadier. Odpowiednik stopnia kapitana w Wojsku Polskim, Straży Granicznej, Służbie Więziennej, Biurze Ochrony Rządu, Agencji Bezpieczeństwa Wewnętrznego. Odpowiednikiem tego stopnia w Policji jest nadkomisarz Policji.